# لانگنبرتاخ
لانگنبرتاخ (به آلمانی: Langenbrettach) یک شهر در آلمان است که در هایلبرون واقع شده‌است. لانگنبرتاخ ۳٬۵۴۳ نفر جمعیت دارد.